# (3648) Raffinetti
(3648) Raffinetti est un astéroïde de la ceinture principale.

## Description
(3648) Raffinetti est un astéroïde de la ceinture principale. Il fut découvert le 24 avril 1957 à La Plata par l'observatoire de La Plata. Il présente une orbite caractérisée par un demi-grand axe de 2,41 UA, une excentricité de 0,11 et une inclinaison de 7,9° par rapport à l'écliptique.

## Compléments